# Sudan Południowy na Mistrzostwach Świata w Lekkoatletyce 2022
Sudan Południowy na Mistrzostwach Świata w Lekkoatletyce 2022 – reprezentacja Sudanu Południowy podczas mistrzostw świata w Eugene liczyła jednego zawodnika, który nie zdobył medalu.

## Skład reprezentacji

### Mężczyźni
| Zawodnik     | Konkurencja         | Eliminacje | Eliminacje | Półfinał | Półfinał | Finał | Finał   | Źródło |
| Zawodnik     | Konkurencja         | Wynik      | Pozycja    | Wynik    | Pozycja  | Wynik | Pozycja | Źródło |
| ------------ | ------------------- | ---------- | ---------- | -------- | -------- | ----- | ------- | ------ |
| Abraham Guem | bieg na 1500 metrów | 3:43.47    | 41.        | NQ       | NQ       | NQ    | NQ      | [ 1 ]  |